# Putri Ayudya
Annisa Putri Ayudya, née le 20 mai 1988 à Jakarta, est une actrice et mannequin indonésienne.

## Filmographie sélective

### Cinéma
- 2015 : Soeharsikin dans Guru Bangsa: Tjokroaminoto (id) de  Garin Nugroho
- 2018 : Sri dans Kafir: Bersekutu dengan Setan (id) de Azhar Kinoi Lubis
- 2019 : Indira Rahayu dans Gundala (film) (id) de Joko Anwar
- 2021 : Mira dans De Oost (id) de Jim Taihuttu[2],[3]
- 2023 : Karin Anjani dans "13 Bom di Jakarta", 13 Bombs in Jakarta (en), de Angga Dwimas Sasongko (en)